# Panneau de basket-ball

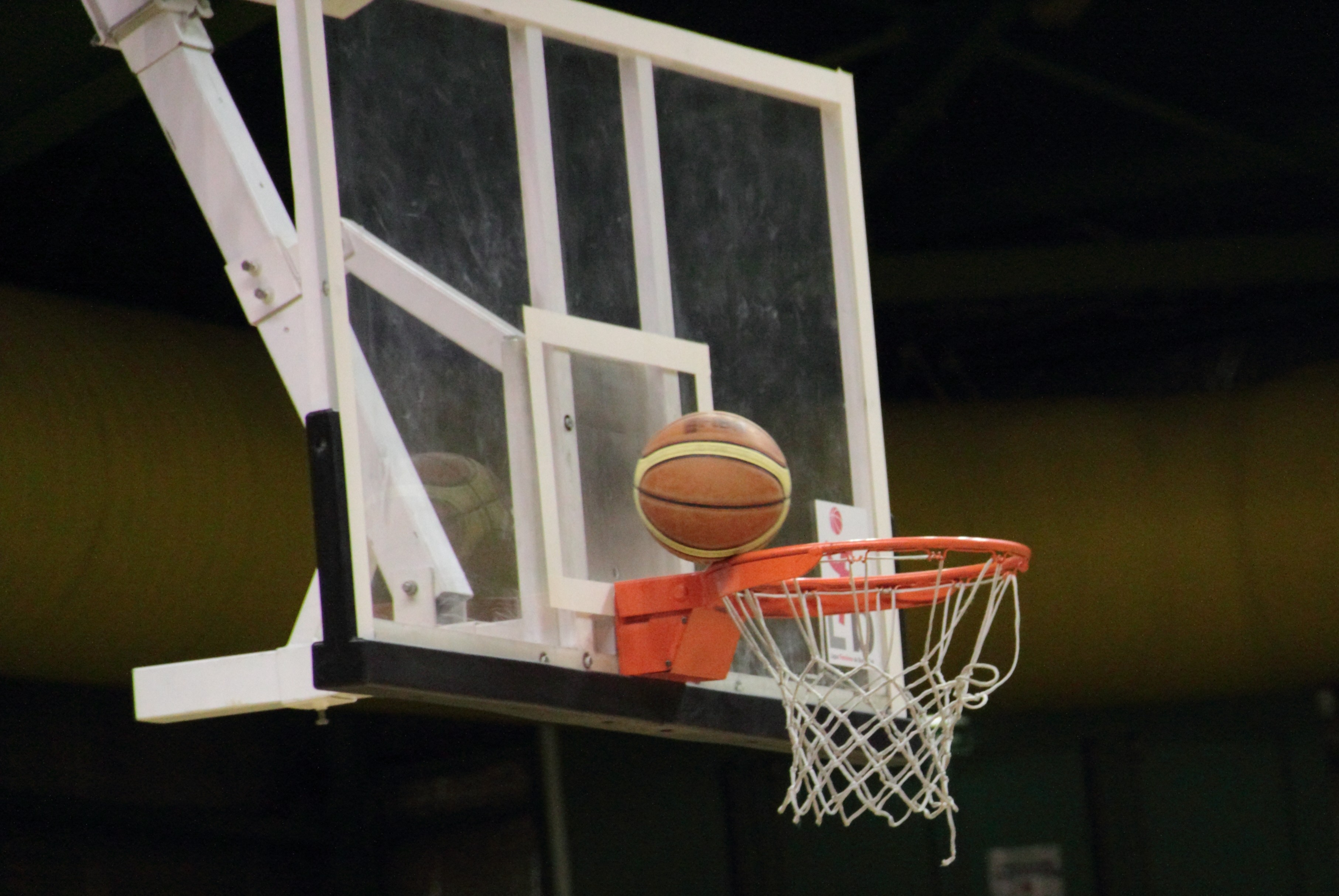
Un panier avec son filet accroché à un panneau de basket-ball transparent.

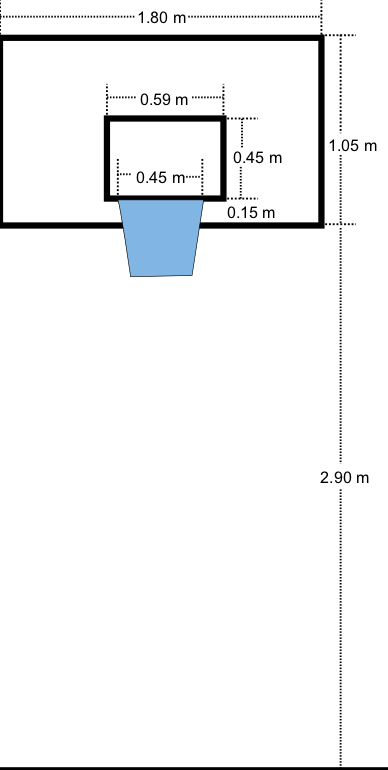
Dimensions d'un panneau de basket-ball.

Un panneau de basket-ball (en anglais : backboard) est un équipement sportif utilisé dans la pratique du basket-ball. Il est fréquemment surnommé la « planche ». 
Il s'agit d'une planche plate et rigide, généralement en Plexiglas dans un gymnase et en métal sur un terrain extérieur. Dans les matchs professionnels (FIBA, NBA, NCAA), le panneau est de forme rectangulaire, mais certains panneaux utilisés pour le loisir peuvent être de forme ovale ou en éventail. 
Les panneaux réglementaires font 182 cm (six pieds) de large et 106 cm (42 pouces) de haut. Le rectangle intérieur, appelé fenêtre ou carré, fait 59 cm de large et 45 cm de haut. Un arceau avec filet est fixé au panneau : le panier. Celui-ci peut être fixe ou être monté sur un système de ressort qui permet à l'arceau de revenir en position horizontale après un dunk (l'anneau inclinable).
Aujourd'hui, la plupart des panneaux utilisés lors des matchs professionnels sont transparents afin de ne pas obstruer la vue des spectateurs situés derrière le panier. Le premier panneau en verre a été utilisé par l'équipe universitaire des Indiana Hoosiers, dans le Men's Gymnasium de l'Université de l'Indiana à Bloomington. Après leurs premiers matchs dans leurs nouveaux locaux, en 1917, les spectateurs se sont plaints du fait d'avoir la vue cachée par les panneaux en bois. 

## En match professionnel
Certains joueurs au poids important ont brisé le panneau en réalisant un dunk et en s'accrochant au panier. Dans les années 1970, Darryl Dawkins fut l'un des premiers joueurs à arracher le panneau. Shaquille O'Neal est resté célèbre pour avoir décroché le panneau à plusieurs reprises, dont deux fois en match officiel (contre les Suns de Phoenix et les Nets de Brooklyn). Le 20 mai 2009, à la suite d'un violent dunk, le pivot du Magic d'Orlando Dwight Howard manque de détruire le panneau et fait se décrocher l'horloge des 24 secondes.
L'apparition de l'anneau inclinable dans les années 1980 a permis de réduire le nombre de panneaux brisés à la suite d'un dunk.